# Ẽ

حرف Ẽ أو ẽ هو حرف يشبه حرف E بطريقة الكتابة بإضافة بإضافة فتحة لاتينية متموجة إلى الأعلى منه (~)، وينتج هذا الحرف بطريقة لينة، ويستعمل في الأبجدية الغورانية.